# Alexei Dmitrijewitsch Watutin
Alexei Dmitrijewitsch Watutin (russisch Алексей Дмитриевич Ватутин; englisch Alexey Dmitriyevich Vatutin; * 27. Oktober 1992 in Wolgograd) ist ein russischer Tennisspieler.

## Karriere
Watutin spielt hauptsächlich auf der ITF Future Tour und der ATP Challenger Tour. Auf ersterer gewann er seit 2012 neun Titel, unter anderem 2017 in Trier. Seinen ersten Challenger-Titel im Einzel gewann er in Posen, als er im Finale Guido Andreozzi in drei Sätzen schlug.
2015 kam er in Moskau beim Kremlin Cup durch eine Wildcard zu seinem Debüt auf der ATP Tour. Mit Filipp Dawydenko unterlag er im Doppel Sjarhej Betau und Michail Jelgin mit 2:6, 3:6.

## Erfolge
| Legende (Anzahl der Siege)  |
| Grand Slam                  |
| ATP World Tour Finals       |
| ATP World Tour Masters 1000 |
| ATP World Tour 500          |
| ATP World Tour 250          |
| ATP Challenger Tour (1)     |

### Einzel

#### Turniersiege

##### ATP Challenger Tour
| Nr. | Datum         | Turnier | Belag | Finalgegner     | Ergebnis        |
| --- | ------------- | ------- | ----- | --------------- | --------------- |
| 1.  | 23. Juli 2017 | Posen   | Sand  | Guido Andreozzi | 2:6, 7:610, 6:3 |